# 木村真二
木村 真二（きむら しんじ、1962年 - ）は日本のアニメ監督、美術監督。プロジェクト集団Studio A10のメンバーの一人。埼玉県出身。

## 経歴
1981年に小林プロダクションに入社、『うる星やつら2 ビューティフル・ドリーマー』などに参加し、『プロジェクトA子』で美術監督デビュー。

## 受賞歴
- 東京アニメアワード2008個人部門美術賞[1][2]

## 参加作品

### アニメーション
- スペースコブラ（1982年 - 1983年、背景）
- うる星やつら2 ビューティフル・ドリーマー（1984年、背景）
- 天使のたまご（1985年、背景）
- プロジェクトA子（1986年、美術監督）
- 県立地球防衛軍（1986年、美術監督）
- ルパン三世 風魔一族の陰謀（1987年、背景）
- となりのトトロ（1988年、背景）
- ヴイナス戦記（1989年、美術）
- T・Pぼん（1989年、美術設定）
- 藤子・F・不二雄のSF短編シアター3「ウルトラ・スーパー・デラックスマン」（1990年、美術監督）
- 藤子・F・不二雄のSF短編シアター5「幸運児」（1991年、美術監督）
- 創竜伝（1991年、美術設定）
- 月光のピアス ユメミと銀のバラ騎士団（1991年、美術監督）
- 放課後の職員室（1994年、美術）
- 賢治のトランク 双子の星（1995年、美術）
- ルパン三世 くたばれ!ノストラダムス（1995年、背景）
- 深海伝説MEREMANOID（1997年、オープニングアニメーション）
- とつぜん!ネコの国 バニパルウィット（1998年、美術監督）
- デジタルジュース「月夜の晩に」 （2001年、Digital Ink&Paint）
- アニクリ「アタックオブ東町2丁目」（2004年、監督）
- スチームボーイ（2004年、美術監督）
- 鉄コン筋クリート（2006年、美術監督）
- ジーニアス・パーティ「デスティック・フォー」（2007年、監督）
- ヒピラくん（2009年、監督）
- 青の祓魔師 ―劇場版―（2012年、美術監督）
- 血界戦線（2015年、美術監督）
- ムタフカズ -MUTAFUKAZ-（2018年、美術監督）
- 海獣の子供（2019年、美術監督）
- ドロヘドロ（2020年、世界観設計・美術監督）
- 漁港の肉子ちゃん（2021年、美術監督）
- 怪獣8号（2024年 - 2025年、美術監督）

### 絵本
- ヒピラくん（2002年、原作：大友克洋）ISBN 978-4391126907
  - 完全版（2010年）ISBN 978-4063648249
- サブレ（2012年）ISBN 978-4864101004

### ゲーム
- 格ゲー野郎 Fighting Game Creator（2000年、背景美術）

### 漫画
- ストライプス（2010年、『漫画BOX AMASIA』収録）

### 著書
- THE ART OF STEAMBOY（2004年）ISBN 978-4063646023
- 鉄コン筋クリート ART BOOK シロside 建築現場編（2006年）ISBN 978-4870317659
- 鉄コン筋クリート ART BOOK クロside 基礎工事編（2006年）ISBN 978-4870317666